# サクラミツツキ
「サクラミツツキ」は、日本のロックバンドであるSPYAIRの楽曲。同バンドの10枚目のシングルとして、2013年3月13日にSony Music Associated Recordsからリリースされた。

## 概要
前作「WENDY 〜It's You〜」以来、約4か月ぶりのリリースであり、ライブDVD『SPYAIR LIVE at 武道館 2012』と同時発売。また、前年12月18日にDJのENZEL☆が脱退して4人体制になってから初のシングルである。
初回生産限定盤と通常盤（初回仕様あり）の2形態でリリース。初回盤には、「サクラミツツキ」のミュージック・ビデオを収録したDVDが付属。通常盤の初回仕様盤には、特典として「アニメ絵柄描き下ろし三方背スリーブケース」付き。また、楽曲のインストゥルメンタルも収録されており、SPYAIRのシングルでインストゥルメンタルが収録されるのは、今回が初である。
今作で初めてシングルのオリコンＴＯＰ10入りを果たした。

## 収録曲
| 全作詞: MOMIKEN、全作曲・編曲: UZ。 |                            |         |            |      |
| #                                   | タイトル                   | 作詞    | 作曲・編曲 | 時間 |
| 1.                                  | 「サクラミツツキ」         | MOMIKEN | UZ         | 3:38 |
| 2.                                  | 「Turning Point」          | MOMIKEN | UZ         | 3:14 |
| 3.                                  | 「サクラミツツキ (inst.)」 | MOMIKEN | UZ         | 3:38 |
| 4.                                  | 「Turning Point (inst.)」  | MOMIKEN | UZ         | 3:11 |
| 合計時間:                           | 合計時間:                  | 13:41   |            |      |

| #  | タイトル                         | 作詞 | 作曲・編曲 |
| -- | -------------------------------- | ---- | ---------- |
| 1. | 「サクラミツツキ (Music Video)」 |      |            |

## 楽曲解説
1. サクラミツツキ
  - テレビ東京系アニメ『銀魂'』第5期[注 2]オープニングテーマ[注 3][5]（バンドとしては、2011年の「サムライハート (Some Like It Hot!!)」以来2度目の『銀魂』のタイアップ）

「月」「桜」をキーワードに「約束」を歌ったラブソングで[3][6]、タイトルはドラムのKENTAの案によりカタカナになった[7][8]。また、「WENDY 〜It's You〜」とほぼ同時期に作られた楽曲であり、ギターのUZが見据えている3枚目のアルバムに沿って作られた楽曲である[7]。
歌詞に関しては、「"出会いと別れ"をメインに、SPYAIRらしいキャッチーさを盛り込んだ」とベースのMOMIKENはコメントしている[7]。
同年7月3日に発売された12枚目のシングル『現状ディストラクション』の初回生産限定盤にも収録されている。
2. Turning Point
「サクラミツツキ」同様に3枚目のアルバムを見据えて作られた曲で、ストレートにヘヴィサウンドを表現したとUZが語っている[7]。
後半部分のラップはUZが歌っている[7]。

## チャート成績
「サクラミツツキ」はCD発売に先駆けて着うた配信を開始し、同年1月11日付のレコチョク総合デイリーチャートで初となる1位を獲得した。また、レコチョクのロックチャートとアニメチャートでは、週間1位を2週連続で獲得している。
オリコンチャートのCDシングル週間ランキングでは、2013年3月25日付のランキングで初登場10位を記録し、シングルでは自身初となるトップ10入りとなった。
ビルボードのアニメチャートでは、2013年3月25日付のランキングで、6枚目のシングル『My World』に続き2度目の首位を獲得。『銀魂』のタイアップとしては史上初となるビルボードのアニメチャート首位獲得となった。

## 収録アルバム
1. サクラミツツキ
  - 3rdスタジオ・アルバム『MILLION』
  - 1stベスト・アルバム『BEST』
2. Turning Point
  - 3rdスタジオ・アルバム『MILLION』